# Club Social y Deportivo San Jorge
Il Club Social y Deportivo San Jorge, anche noto come San Jorge de Tucumán, è una società calcistica argentina con sede nella città di San Miguel de Tucumán. Milita nel Torneo Federal A, la terza serie regionale del calcio argentino.

## Storia
Fondato il 17 luglio 2008, il San Jorge è uno dei club più giovani d'Argentina. Nel 2011 il club ha debuttato in Torneo Argentino B dove è giunto secondo. al primo turno ha eliminato squadre come Chaco For Ever (sconfitto per 3-0 a Chaco) e 9 de Julio de Morteros raggiungendo la finale contro il Guaraní A.F.. Il San Jorge è stato sconfitto qualificandosi comunque per lo spareggio contro una squadra del Torneo Argentino A.
Nello spareggio ha affrontato il C.A.I., vincendo il match decisivo per 3-1 ed ottenendo la promozione nel Torneo Argentino A.